# Baronne Prévost
'Baronne Prévost' est un cultivar de rosier obtenu à Yèbles, en Seine-et-Marne, par Desprez en 1841 et commercialisé en 1842 par Cochet père. Il s'agit d'un des tout premiers hybrides remontants de l'histoire de la culture des roses et d'un des plus raffinés, tant pour sa couleur rose que pour sa forme en quartier. Il doit son nom à la sœur de M. Guénon, ami de Desprez, grand amateur et semeur de dahlias à Voisenon.

## Description
Le buisson de ce rosier aux larges folioles est dressé de 120 cm à 150 cm ; il est vigoureux, aux courts aiguillons rouges, avec de grandes fleurs (12 cm) très doubles, roses aux nuances lilas et très parfumées, de 25 à 40 pétales. Sa floraison est abondante en juin avec une bonne remontée. Il donne de petits fruits décoratifs à l'automne, de couleur orange vermillon.

## Culture
Il a besoin d'être taillé long à l'abord du printemps et nécessite une bonne terre ensoleillée et riche. Sa zone de rusticité est 5b s'il est planté dans un endroit protégé et si l'on butte son pied en hiver.

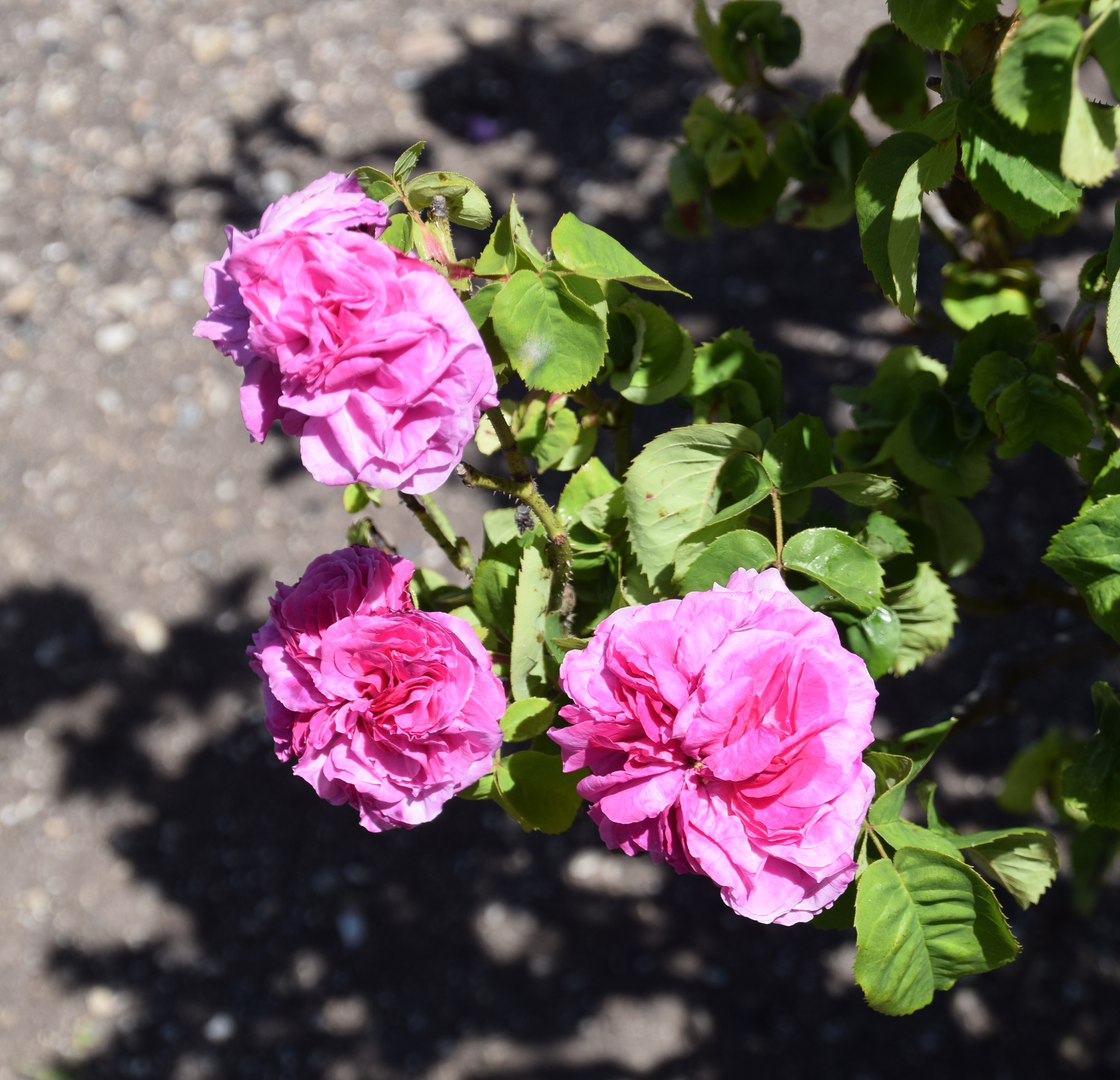
Buisson de roses.

## Descendance
Par croisement avec un rosier de Portland, 'Baronne Prévost' a donné naissance au cultivar 'Comte de Chambord' (Moreau et Robert, 1858). Il a aussi donné naissance à 'Marguerite Jamain' (Jamain, 1873).

## Distinctions
- Award of Garden Merit, Royal Horticultural Society 1993